# Czibere Tibor
Czibere Tibor (Tapolca, 1930. október 16. – 2023. december 24.) Kossuth- és Széchenyi-díjas magyar gépészmérnök, egyetemi tanár, a Magyar Tudományos Akadémia rendes tagja. Kutatási területe a hidromechanika és a termodinamika. 1968 és 1974 között a Nehézipari Műszaki Egyetem (ma Miskolci Egyetem) Gépészmérnöki Kar dékánja, majd 1978 és 1986 között az egyetem rektora. 1988–1989-ben művelődési miniszter.

## Életpályája
1949-ben kezdte meg egyetemi tanulmányait a Nehézipari Műszaki Egyetem Gépészmérnöki Karán. Itt szerzett mérnökdiplomát 1953-ban. 1961-ben védte meg egyetemi doktori disszertációját. Diplomájának megszerzése után az egyetem matematika tanszékén kapott tanársegédi állást, majd 1956-ban a budapesti Ganz–MÁVAG Mozdony-, Vagon- és Gépgyár központi vízgéptervező irodájához került, ahol 1966-ig kutatómérnökként dolgozott. Közben 1963-ban az egyetem áramlás- és hőtechnikai gépek tanszékének tanszékvezető egyetemi docense lett. 1968-ban vehette át egyetemi tanári kinevezését. Szintén 1968-ban megbízták az egyetem Gépészmérnöki Kar dékáni teendőinek ellátásával, majd 1971-ben megerősítették újabb három évre. 1978-ban a Nehézipari Műszaki Egyetem rektorává választották. Nyolc évig állt az egyetem élén. 2000-ben professor emeritusi címet kapott.
1963-ban védte meg a műszaki tudományok kandidátusi, 1967-ben akadémiai doktori értekezését. Az MTA Áramlás- és Hőtechnikai Bizottságának lett tagja. 1976-ban megválasztották a Magyar Tudományos Akadémia levelező, 1985-ben pedig rendes tagjává. 1979-ben a Miskolci Akadémiai Bizottságba is bekerült. Akadémiai tisztségei mellett 1979 és 1995 között a Tudományos Ismeretterjesztő Társulat (TIT) Borsod-Abaúj-Zemplén megyei szervezetének elnöke, illetve 1990–1995-ben az ügyvezető testület tagja volt. 1985 és 1992 között a Gépipari Tudományos Egyesület Központi Tudományos Bizottságának elnöki tisztét töltötte be.
Tudományos pályája mellett kora politikai életének is része volt: 1983 és 1985 között országgyűlési képviselő, majd 1990-ig pótképviselő volt. Emellett 1985 és 1989 között a Hazafias Népfront Országos Tanácsának alelnökeként és a Borsod-Abaúj-Zemplén megyei bizottság elnökeként dolgozott. 1988-ban, az akkor alakult Németh-kormányban a művelődési miniszteri tisztséget kapta, amelyet a kormány 1989-es átalakulásáig töltött be. Utódja Glatz Ferenc volt.

## Munkássága
Fő kutatási területe a hidromechanika és a termodinamika egyes elméleti kérdései voltak. E témaköröket oktatta a Miskolci Egyetemen.
Több publikációjában foglalkozott a vezetéses hőátviteli folyamatok számításával szilárd testekben fázisátalakulás során és mellett, valamint a háttérrétegekben háromdimenziósan áramló súrlódásos folyadékokkal. Új eljárásokat dolgozott ki a hidrodinamikai szárnyrács-elmélet fejlesztése során, amelyeket több évtizeden át hasznosítottak a gyakorlatban. Egyetemi vezetőként igyekezte megerősíteni az egyetem helyét magyar mérnökoktatásban.
Több mint ötven tudományos publikáció szerzője vagy társszerzője, ebből öt könyv szerzője/szerkesztője volt. Munkáit magyar, angol és német nyelven adta közre.

## Díjai, elismerései
- Kossuth-díj (III. fokozat, 1962)
- Szent-Györgyi Albert-díj (1998)
- A Miskolci Egyetem díszdoktora (2000)
- Miskolc díszpolgára (2000)
- Széchenyi-díj (2006)

## Főbb publikációi
- Berechnungsverfahren zum Entwurf gerader Flügelgitter mit stark gewölbten Profilschaufeln (1960)
- Über die Berechnung der Schaufelprofile von Strömungsmaschinen mit halbaxialer Durchströmung (1963)
- A hidrodinamikai rácselmélet két főfeladatának potenciálelméleti megoldása (1965)
- Áramlástan; Tankönyvkiadó, Bp., 1965
- Áramlástechnikai gépek; Tankönyvkiadó, Bp., 1966
- Calculation of Plane Subsonic Flow of Compressible Fluids (1974)
- Síkbeli határrétegáramlások meghatározása szakadásos örvényrétegekkel (1977)
- Hidromechanika (1980)
- Áramlástan (1980)
- Vezetéses hőátvitel (1998)
- Calculating Turbulent Flows Based on a Stochastic Model (2006)
- Ifjan, éretten, öregen. 85 kérdés – válasz nyolc és fél évtizedről; beszélgetőtárs Tóth László; Market Place Solutions Kft., Miskolc, 2015